# María Pinto
María Pinto è un comune del Cile, capoluogo della provincia di Melipilla. Si trova nella Regione Metropolitana di Santiago. Al censimento del 2002 possedeva una popolazione di 10.343 abitanti.

## Società

### Evoluzione demografica
| Censimento del 1992 | Censimento del 2002 |
| 8.735 ab.           | 10.343 ab.          |